# ナイトメア (アヴェンジド・セヴンフォールドのアルバム)
『ナイトメア』（Nightmare）は、アメリカ合衆国のヘヴィメタル・バンド、アヴェンジド・セヴンフォールドが2010年に発表した5作目のスタジオ・アルバム。バンド初の全米1位獲得アルバムとなった。

## 背景
本作のための曲作りが進んでいた2009年12月28日、オリジナル・ドラマーのジェイムズ・"ザ・レヴ"・サリヴァンが死去。残されたバンド側は、ザ・レヴのフェイヴァリット・ドラマーであったマイク・ポートノイを迎えてレコーディングを行う。ポートノイは本作のリリース前に「ジミー（ザ・レヴ）の思い出に最大限の敬意を払ってこのアルバムに参加しており、彼が作りたがっていた曲とレコードのために書いたドラム・パートを、できるだけ忠実に残している」とコメントした。また、ザ・レヴが生前に録音したボーカル・パートも使用されている。なお、ポートノイは本作に伴うツアーにも参加したが、2010年12月16日にFacebookでバンドを離れたことを明かした。
プロデュースは、過去にエミネム、50セント、マルーン5等の作品を手掛けたマイク・エリゾンドによる。ミキシングはアンディ・ウォレスが担当した。
2010年5月18日、本作からの先行シングル「ナイトメア」の配信が開始され、7月には本作がリリースされた。また、バンドの公式サイトを通じて、革綴じのブックレットが付属した『Book of Nightmares』も1000セット限定で発売された。

## 反響・評価
アメリカの『ビルボード』ではBillboard 200、ロック・アルバム・チャート、モダン・ロック／オルタナティヴ・アルバム・チャート、ハード・ロック・アルバム・チャート、デジタル・アルバム・チャートで1位を獲得した。2011年1月にはRIAAによってゴールドディスクに認定されている。
フィンランドのアルバム・チャートでは初登場1位を記録して、2010年には4週連続でトップ10入りしており、2011年にも再びチャート・インして8位を記録。全英アルバムチャートでは初のトップ20入りを果たし、最高5位に達した。
音楽評論家のJason Lymangroverはオールミュージックにおいて「彼らの過去の作品と同様、ギター・ゴッド的なアピールで80年代のヘア・メタルに敬意を払いつつも、アルバムを通じてニュー・ウェイヴ・オブ・ブリティッシュ・ヘヴィ・メタルからの影響を取り入れているが、彼らの演奏は先人たちよりも熟達しているため、古い音楽をなぞっているわけではない」と評している。

## 収録曲
全曲ともアヴェンジド・セヴンフォールド作。
1. ナイトメア "Nightmare" – 6:14
2. ウェルカム・トゥ・ザ・ファミリー "Welcome to the Family" – 4:05
3. デンジャー・ライン "Danger Line" – 5:28
4. ベリード・アライヴ "Buried Alive" – 6:44
5. ナチュラル・ボーン・キラー "Natural Born Killer" – 5:15
6. ソー・ファー・アウェイ "So Far Away" – 5:26
7. ゴッド・ヘイツ・アス "God Hates Us" – 5:19
8. ヴィクティム "Victim" – 7:29
9. トゥナイト・ザ・ワールド・ダイズ "Tonight the World Dies" – 4:41
10. フィクション "Fiction" – 5:12
11. セイヴ・ミー "Save Me" – 11:10

### 日本盤ボーナス・トラック
1. ロスト・イット・オール "Lost It All" – 3:56

## 参加ミュージシャン
- M.シャドウズ - リード・ボーカル
- シニスター・ゲイツ - リードギター
- ザッキー・ヴェンジェンス - リズムギター、ボーカル
- ジョニー・クライスト - ベース
- ザ・レヴ - ボーカル

アディショナル・ミュージシャン
- マイク・ポートノイ - ドラムス
- デヴィッド・パーマー - ピアノ、キーボード、ハモンドオルガン
- マイク・エリゾンド - ピアノ(#11)
- Stevie Blacke - ストリングス・アレンジ、ストリングス
- パパ・ゲイツ - アディショナル・ギター(#6)、ギター・ソロ(#9)
- スチュワート・コール - トランペット(#3)
- シャルロット・ギブソン - バッキング・ボーカル(#8)
- ジェシ・コリンズ - バッキング・ボーカル(#10)
- The Whistler - ホイッスル(#3)